# Liste des basiliques de l'Émilie-Romagne
Cette liste recense les basiliques de l'Émilie-Romagne, Italie.

## Liste
- Bologne
  - Basilique Santa Maria dei Servi
  - Basilique San Domenico
  - Basilique San Petronio
  - Basilique San Francesco
  - Basilique Santo Stefano
  - Sanctuaire Madonna di San Luca
  - Basilique San Giacomo Maggiore
  - Basilique Santi Bartolomeo e Gaetano
  - Basilique San Martino
  - Basilique San Paolo Maggiore
  - Basilique Sant'Antonio da Padova
  - Basilique Santa Maria Maggiore
  - Basilique Santissimo Salvatore
- Comacchio
  - Basilique San Cassiano
- Ferrare
  - Basilique San Giorgio fuori le mura
  - Basilique cathédrale Saint-Georges
- Forlì
  - Abbatiale San Mercuriale
  - Basilique San Pellegrino Laziosi
- Forlimpopoli
  - Basilique San Rufillo
- Parme
  - Basilique Santa Maria della Steccata
- Plaisance
  - Cathédrale San Giustina et Santa Maria Assunta
  - Basilique Sant'Antonino
  - Basilique San Savino
- Ravenne
  - Basilique Sainte-Agathe-Majeure
  - Basilique Saint-Apollinaire in Classe
  - Basilique Saint-François
  - Basilique Saint-Vital
  - Basilique Saint-Apollinaire-le-Neuf
- Reggio Emilia
  - Basilique de la Madonna della Ghiara de Reggio Emilia
  - Basilique Saint-Prospère
- Sarsina
  - Basilique San Vincino